# Великозаболотное
Великозаболотное (укр. Великозаболотне; до 2024 года — Царедаровка) — село в Вознесенском районе Николаевской области Украины.
Население по переписи 2001 года составляло 636 человек. Почтовый индекс — 56429. Телефонный код — 5152. Занимает площадь 1,62 км².

## Местный совет
56429, Николаевская обл., Доманёвский р-н, с. Царедаровка, ул. Советской Армии, 12